# Beatrice Borromeo
Beatrice Borromeo Arese Taverna (San Candido, 18 agosto 1985) è un'ex modella, giornalista e conduttrice televisiva italiana.

## Biografia
Beatrice Borromeo, discendente di una delle più antiche e illustri famiglie italiane, è figlia di Carlo Ferdinando Borromeo, conte di Arona, e di Paola Marzotto. È dunque nipote di Marta Marzotto e di Umberto Marzotto, sorella minore di Carlo Ludovico (designer) e sorellastra di Isabella, di Lavinia e di Matilde, tutte e tre nate dal primo matrimonio di Carlo Ferdinando. Beatrice è inoltre nipote di Matteo Marzotto, ex presidente della casa di moda Valentino.

### Studi e formazione
Dopo il diploma al Liceo classico Giovanni Berchet, nota scuola pubblica milanese, consegue nel 2010 la laurea in Scienze giuridiche all'Università commerciale Luigi Bocconi, con una tesi in cui si ipotizzano diverse soluzioni per ridurre i tempi dei processi in Italia, uno dei più grandi problemi del sistema processuale italiano. Prosegue la sua formazione conseguendo un master in giornalismo e politica internazionale alla Columbia University di New York nel 2011.

### La carriera di modella
Comincia a sfilare nel 2000. A quindici anni Beatrice sfila per la prima volta per Chanel in piazza di Spagna, a Roma. Siccome erano molte le agenzie che già da adolescente la volevano nel loro entourage, la madre di Beatrice la affida all'amico Piero Piazzi, che all'epoca lavorava nell’agenzia di moda Paolo Tome. Nella sua carriera da indossatrice è rappresentata dall'agenzia Women management  e ha sfilato per molte case di moda, tra cui Valentino, Chanel, Trussardi, Alberta Ferretti e Ermanno Scervino. Diventa inoltre testimonial di alcuni marchi, tra cui Blumarine, di cui rappresenta il volto della maison per molte stagioni. 
Nel marzo 2021, Borromeo è diventata la nuova ambasciatrice Dior 2021.

### Attività giornalistica
Dopo un primo rifiuto a Fabio Fazio per partecipare a Che tempo che fa, diventa nota al grande pubblico per la sua partecipazione al programma Annozero di Michele Santoro, dove ha condotto la rubrica Generazione Zero dal 2006 al 2008, e per le cronache mondane legate alla sua famiglia e al marito Pierre Casiraghi, appartenente alla casata monegasca. Terminato il rapporto con AnnoZero nel 2009, la Borromeo collabora brevemente con l'emittente radiofonica Radio 105 per la trasmissione 105 Friends, intervenendo in studio una volta a settimana. Nello stesso anno intervista Roberto Saviano per la rivista inglese Above, co-diretta da Charlotte Casiraghi, sorella di Pierre Casiraghi. Poco dopo intervista Marcello Dell'Utri che, in quell'occasione, ammette di essersi candidato «per non finire in galera».
Collabora col settimanale Newsweek e con il Daily Beast con cui ha anche prodotto il documentario Mamma Mafia, sulle donne della 'Ndrangheta calabrese nel 2013. Fa parte della redazione de Il Fatto Quotidiano dalla nascita del giornale, nel 2009, dove si occupa principalmente di economia. Tra i vari contributi, cura per questo quotidiano Sex and teens, un'inchiesta a puntate dedicata al sesso fra adolescenti. Ha scritto con Vauro e Marco Travaglio il libro Italia AnnoZero e ha curato l'edizione di Delitto senza castigo - La vera storia di Vittorio Emanuele.
Nel marzo 2015 Sky TG24 trasmette il documentario da lei curato in due parti nel 2013 per Newsweek e Daily Beast, che approfondisce il ruolo delle donne nella 'Ndrangheta, intitolato Lady 'Ndrangheta.
Ha scritto il libro per bambini Capitan Papaia e Greta. La piccola guerriera che voleva attraversare l’oceano, in cui racconta con immagini e filastrocche la traversata del veliero Malizia II con cui il marito, Pierre Casiraghi, ha condotto Greta Thunberg a New York per partecipare al summit delle Nazioni Unite.
Beatrice Borromeo ha aperto una casa di produzione, la Astrea, con la quale produce documentari su temi che le stanno a cuore, come i rifugiati climatici, il rapporto tra donne e ambiente. Nell'estate del 2023 esce su Netflix Il principe, docuserie diretta da lei e incentrata sulle vicende di Vittorio Emanuele di Savoia.

### Vita privata
Dall'estate del 2015 è sposata con Pierre Casiraghi, figlio ultimogenito della principessa Carolina di Monaco e del pilota motonautico Stefano Casiraghi. Al suo matrimonio ha sfoggiato tre abiti firmati da Alberta Ferretti, Armani Privé e Valentino Haute Couture. Durante il ricevimento del suo matrimonio ha intervistato il procuratore di Catanzaro Nicola Gratteri.
A novembre del 2016 viene resa nota la sua gravidanza e il 28 febbraio 2017 Beatrice è diventata madre del suo primogenito, Stefano Ercole Carlo Casiraghi. Il 21 maggio 2018 diventa madre anche di Francesco Carlo Albert Casiraghi.

## Opere
- Italia Annozero, con Vauro e Marco Travaglio, Chiarelettere, 2009. ISBN 978-8861900516
- Capitan Papaia e Greta. La piccola guerriera che voleva attraversare l'oceano, 24 Ore Cultura, 2020. ISBN 978-8866484479

## Ascendenza
|                                                    |                         |                                          | Genitori                                 |  |  | Nonni |  |  | Bisnonni                                     |  |  | Trisnonni                              |  |
|                                                    |                         |                                          |                                          |  |  |       |  |  | Giberto Borromeo Arese, I principe di Angera |  |  | Emilio Borromeo, VI marchese di Angera |  |
|                                                    |                         |                                          |                                          |  |  |       |  |  | Giberto Borromeo Arese, I principe di Angera |  |  | Emilio Borromeo, VI marchese di Angera |  |
|                                                    |                         | Elisabetta Borromeo Arese                |                                          |  |  |       |  |  | Giberto Borromeo Arese, I principe di Angera |  |  |                                        |  |
| Vitaliano IX Borromeo-Arese, II principe di Angera |                         |                                          |                                          |  |  |       |  |  | Giberto Borromeo Arese, I principe di Angera |  |  |                                        |  |
|                                                    |                         | Rosanna Leonardi                         | Luigi Leonardi, conte Leonardi           |  |  |       |  |  |                                              |  |  |                                        |  |
|                                                    |                         | Rosanna Leonardi                         | Luigi Leonardi, conte Leonardi           |  |  |       |  |  |                                              |  |  |                                        |  |
|                                                    |                         | Rosanna Leonardi                         | Laura Rescalli                           |  |  |       |  |  |                                              |  |  |                                        |  |
| Carlo Ferdinando Borromeo Arese                    |                         | Rosanna Leonardi                         |                                          |  |  |       |  |  |                                              |  |  |                                        |  |
|                                                    |                         | Ludovico Taverna, XIV conte di Landriano | Rinaldo Taverna, XIII conte di Landriano |  |  |       |  |  |                                              |  |  |                                        |  |
|                                                    |                         | Ludovico Taverna, XIV conte di Landriano | Rinaldo Taverna, XIII conte di Landriano |  |  |       |  |  |                                              |  |  |                                        |  |
|                                                    |                         | Ludovico Taverna, XIV conte di Landriano | Lavinia Boncompagni Ludovisi             |  |  |       |  |  |                                              |  |  |                                        |  |
| Ida Taverna                                        |                         | Ludovico Taverna, XIV conte di Landriano |                                          |  |  |       |  |  |                                              |  |  |                                        |  |
|                                                    |                         | Maria Stanga-Trecco                      | Ferdinando Stanga Trecco, marchese       |  |  |       |  |  |                                              |  |  |                                        |  |
|                                                    |                         | Maria Stanga-Trecco                      | Ferdinando Stanga Trecco, marchese       |  |  |       |  |  |                                              |  |  |                                        |  |
|                                                    |                         | Maria Stanga-Trecco                      | Ida Busca Arconati Visconti              |  |  |       |  |  |                                              |  |  |                                        |  |
| Beatrice Borromeo Arese                            |                         | Maria Stanga-Trecco                      |                                          |  |  |       |  |  |                                              |  |  |                                        |  |
|                                                    | Gaetano Marzotto, conte | Vittorio Emanuele Marzotto               |                                          |  |  |       |  |  |                                              |  |  |                                        |  |
|                                                    | Gaetano Marzotto, conte | Vittorio Emanuele Marzotto               |                                          |  |  |       |  |  |                                              |  |  |                                        |  |
|                                                    | Gaetano Marzotto, conte | Ita Garbin                               |                                          |  |  |       |  |  |                                              |  |  |                                        |  |
| Umberto Marzotto, conte                            | Gaetano Marzotto, conte |                                          |                                          |  |  |       |  |  |                                              |  |  |                                        |  |
|                                                    |                         | Margherita Lampertico                    | Domenico Lampertico                      |  |  |       |  |  |                                              |  |  |                                        |  |
|                                                    |                         | Margherita Lampertico                    | Domenico Lampertico                      |  |  |       |  |  |                                              |  |  |                                        |  |
|                                                    |                         | Margherita Lampertico                    | Elisa Porto Godi                         |  |  |       |  |  |                                              |  |  |                                        |  |
| Paola Marzotto                                     |                         | Margherita Lampertico                    |                                          |  |  |       |  |  |                                              |  |  |                                        |  |
|                                                    |                         | Guerrino Vacondio                        | …                                        |  |  |       |  |  |                                              |  |  |                                        |  |
|                                                    |                         | Guerrino Vacondio                        | …                                        |  |  |       |  |  |                                              |  |  |                                        |  |
|                                                    |                         | Guerrino Vacondio                        | …                                        |  |  |       |  |  |                                              |  |  |                                        |  |
| Marta Vacondio                                     |                         | Guerrino Vacondio                        |                                          |  |  |       |  |  |                                              |  |  |                                        |  |
|                                                    |                         | Alma Spadoni                             | …                                        |  |  |       |  |  |                                              |  |  |                                        |  |
|                                                    |                         | Alma Spadoni                             | …                                        |  |  |       |  |  |                                              |  |  |                                        |  |
|                                                    |                         | Alma Spadoni                             | …                                        |  |  |       |  |  |                                              |  |  |                                        |  |
|                                                    |                         | Alma Spadoni                             |                                          |  |  |       |  |  |                                              |  |  |                                        |  |